# Emmanuel Rossfelder
Emmanuel Rossfelder (né en 1973) est un guitariste classique français.

## Biographie
Emmanuel Rossfelder commence à apprendre la guitare à l'âge de cinq ans comme élève de Raymond Gellier. À huit ans il entre au conservatoire de musique d'Aix-en-Provence dans les classes de Bertrand Thomas. À quatorze ans il obtient la médaille d'or du conservatoire d'Aix-en-Provence et devient élève d'Alexandre Lagoya au Conservatoire de Paris. Il est alors le plus jeune guitariste à intégrer les classes du maître Alexandre Lagoya. 
À seulement dix-huit ans il obtient son prix du Conservatoire de Paris. 
En 2004, il est nommé Révélation soliste instrumental de l'année des Victoires de la musique classique.
Emmanuel Rossfelder a enregistré quatre CD en solo et un DVD. La sortie de son dernier disque, consacré au Concerto d'Aranjuez  et à la Fantaisie pour un gentilhomme de Joaquin Rodrigo, avec l’Orchestre d’Auvergne sous la direction d’Arie Van Beek, marque ses vingt ans de carrière.
En 2011, il interprète le rôle de Gilbert Bécaud dans Cloclo de Florent Emilio Siri.
En 2022, il réalise un concert dans les vignes du château de Fonscolombe. Il interpréte notamment un classique de Johann Kaspar Mertz.

## Discographie
- Danses latines (2001 Distribution Harmonia Mundi)
- La guitare lyrique (2004 Distribution Harmonia Mundi)
- Sueno (2006 Distribution Harmonia Mundi)
- Bach... Haendel Scarlatti Weiss (2009 Distribution Harmonia Mundi)
- Le Maitre et l'Élève : Danses pour Cordes (Collection 1001 Notes, 2010 Intégral Classique)
- Joaquin Rodrigo : Concert d'Aranjuez - Fantaisie pour un Gentilhomme (23 octobre 2012 Distribution Harmonia Mundi)
- Virtuoso (M'L'Art Production - Label Loreley)